# Kurz (bedrijf)
Kurz Edeltin was een tingieterij te Tiel.

## Geschiedenis
Het bedrijf werd opgericht in 1896 door Coen (Conrad) Kurz, die reeds ervaring had opgedaan bij het eveneens Tielse bedrijf Daalderop. Oorspronkelijk heette het C. Kurz & Co., Holland en was het een metaalbewerkingsbedrijf. In 1899 werd, na een fabrieksbrand, een nieuwe fabriek met een stoommachine in gebruik genomen. In 1906 werd te Kleef een tweede fabriek in gebruik genomen, waar gaslampen en petroleumlampen werden geproduceerd. De personeelsbezetting groeide tot meer dan honderd werknemers. Geleidelijk aan begon men ook koperen, nikkelen en vergulde siervoorwerpen te vervaardigen. Daarnaast werden huishoudelijke artikelen uit aluminium geproduceerd. Tijdens de Eerste Wereldoorlog produceerde men ook munitie.
Geleidelijk ging men zich vervolgens op de kunstnijverheid richten, waarbij voorwerpen in jugendstil een belangrijke rol speelden. Vanaf 1935 ging men tin verwerken. Ook voorwerpen uit nieuwzilver werden vervaardigd.
Vanaf 1960 werd geheel overgeschakeld op de ambachtelijke productie van nostalgische tinnen voorwerpen als kruiken en kannetjes. Veel van deze producten zijn bij verzamelaars in trek.
Vanaf de jaren 70 van de 20e eeuw werd er een speciale collectie gemaakt van gelakte tinnen kraankannen en serviezen voor het noordelijke deel van de Nederlandse markt.
In 1984 werd de tin-tak overgenomen door de tingieterij Roelen uit de Bilt. Tezamen met de overname van nog enkele tinbedrijven op dat moment de grootste tinnegieter van Nederland. In 1987 verhuisde het bedrijf naar Zeist, alwaar het nog steeds gevestigd is op de J. v. Oldenbarneveltlaan 46, onder de naam Kurz-Edeltin.

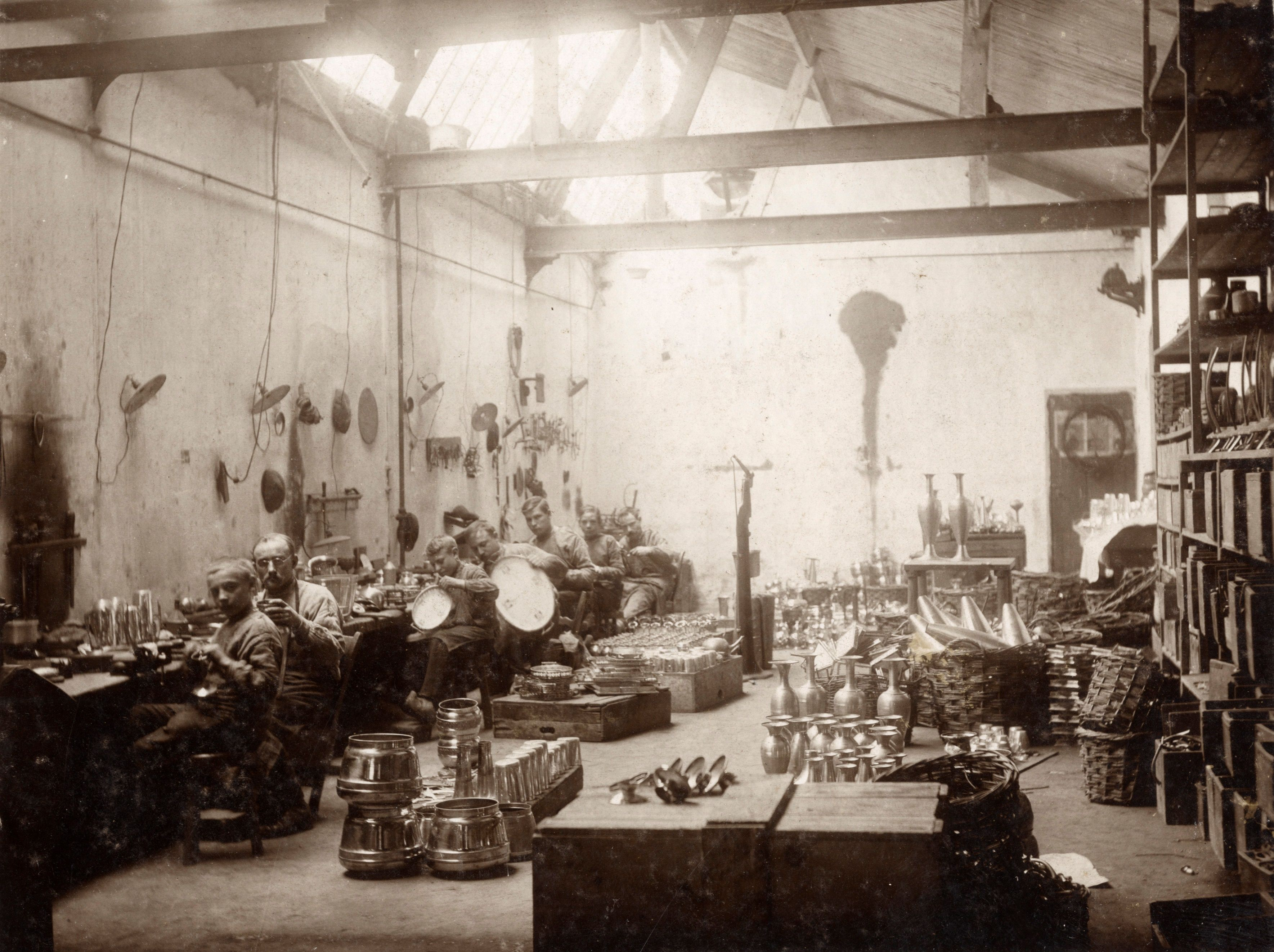
Metaalwarenproductie bij Kurz, 1912, fotocollectie Spaarnestad Foto
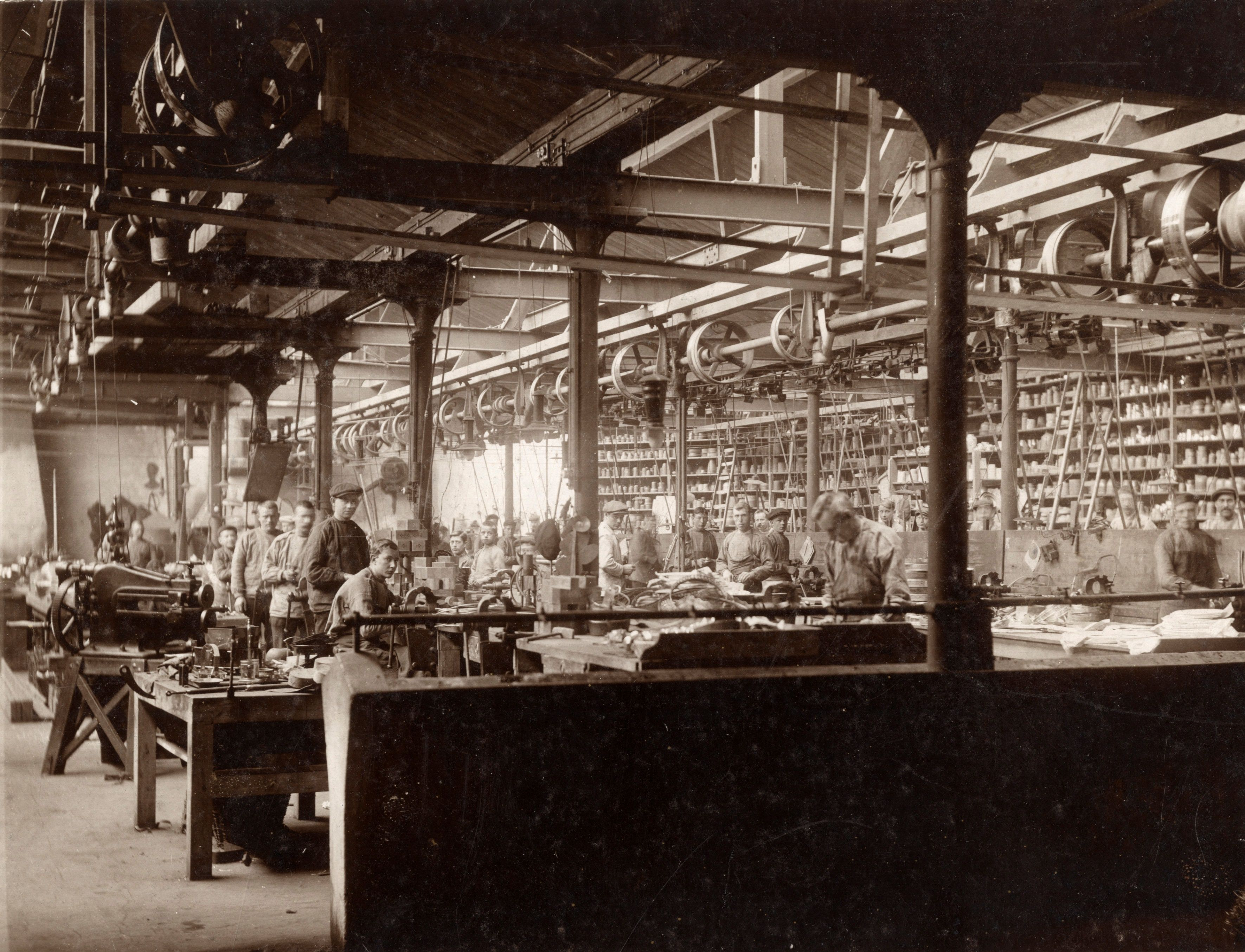
Metaalwarenproductie bij Kurz, 1912, collectie Spaarnestad Foto
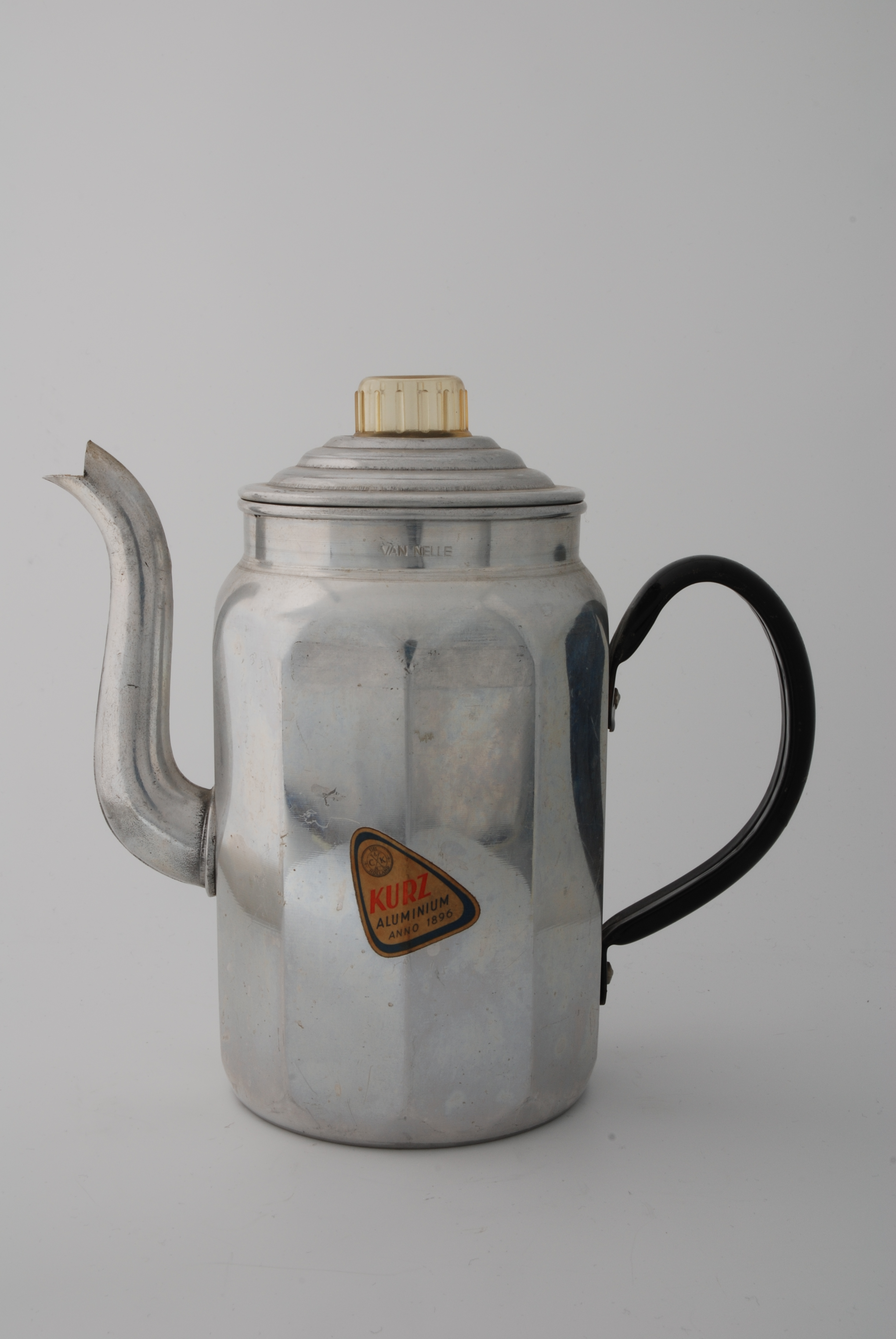
Van Nelle koffiepercolator geproduceerd door Kurz. Collectie Museum Rotterdam